# 1987年3月29日日食
1987年3月29日日食是一次全環食，發生於1987年3月29日。新月當天（即朔日），地球上觀測到月球和太阳的角距離極小，此時月球如果恰好在月球交點附近，穿過太阳和地球之間，與地球、太阳接近一直線，則會出現日食。月球穿過太阳和地球之間，本影末端與地表距離很小時，由於地表呈弧形，食帶中心附近地表被本影覆蓋，形成日全食，而食帶中心較遠的區域內本影未能接觸地表，使地表被偽本影覆蓋，形成日環食。這種同一次日食中先後出現全食和環食的稱為全環食。與單純的日全食和日環食類似，全環食的本影和偽本影兩側數千公里的半影範圍內也會形成日偏食。此次日環食經過了阿根廷、加蓬、赤道几内亚、喀麦隆、中非、蘇丹、埃塞俄比亚、吉布提、索马里，日全食未經過陸地，日偏食則覆蓋了南美洲中南部、非洲絕大部分、中东及周邊部分地區。

## 日食概況

### 出現區域
阿根廷大陸部分最南省份聖克魯斯省西北部、布宜诺斯艾利斯湖以南靠近智利邊境的地區在日出時最先看到日環食，然後月球偽本影向東劃過該省北部進入南大西洋，逐漸轉向東北方向移動。在圣赫勒拿岛西南約1280公里處，本影錐末端接觸地表，環食轉變為全食，本影繼續向東北移動，劃過圣赫勒拿岛東南約25公里的洋面後在該島東北約530公里達到最大食分。在安諾本島以南約180公里處，本影錐離開地表，全食再次變為環食。隨後偽本影在加蓬登上非洲大陸，經過赤道几内亚、喀麦隆、中非、蘇丹（環食帶在該國覆蓋的區域大部分屬於今南蘇丹）、埃塞俄比亚、吉布提後在索马里西北部的奧達勒州進入亚丁湾南部，劃過一段海面後又擦過非洲之角東北部，最終在日落時分結束於代爾塞島東南約110公里處的印度洋洋面。
本次本影覆蓋範圍均為海洋，因而陸地上無法看到日全食。偽本影覆蓋範圍內能看到日環食，其中陸地依次包括：
- 阿根廷：偽本影在聖克魯斯省西北部邊境附近最先接觸地表後向東劃過該省北部；
- 加彭：第一次登陸穿過濱海奧果韋省西北角，第二次登陸於河口省西南部，向東北斜貫該省至沃勒-恩特姆省西部並出境，再次入境後自西南向東北穿過沃勒-恩特姆省北部；
- 赤道几内亚：自西南向東北斜貫中南省東南角和韋萊-恩薩斯省南部；
- 喀麦隆：自西南向東北斜貫南部省（今南部區）東部和東部省（今東部區）中部偏南；
- 中非：自西南向東北斜貫曼貝雷-卡代省南部、洛巴耶省西北部、翁貝拉-姆波科省中部偏北、瓦姆省東南角、凱莫省中部偏北、瓦卡省北部、上科托省中部、上姆博穆省北部；
- 苏丹：貫穿今屬南蘇丹的西加扎勒河州中部偏北、北加扎勒河州中部、瓦拉卜州北部，擦過有爭議的阿卜耶伊地区極東南角後繼續穿過南蘇丹的團結州北部，經過今仍屬蘇丹的南科爾多凡州南部，自西向東貫穿南蘇丹的上尼羅州中部、蘇丹的青尼羅州南部；
- 衣索比亞：第一次入境自西向東橫貫今本尚古勒-古馬茲州中部、阿姆哈拉州中部偏南、阿法尔州中部偏南，第二次入境擦過索馬利亞州北端與吉布提交界處；
- ：迪基爾州南半部、阿爾塔州南半部、阿里薩比州除極北端很小區域和南部外的絕大部分；
- 索馬利亞：第一次入境劃過奧達勒州西北部，第二次入境經過薩那格州東北部沿海和巴里州北部。[3][4]

除了上述極狹窄的區域能看到日全食或日環食，月球半影覆蓋範圍內都能看到日偏食，包括智利、阿根廷、秘鲁東南部、玻利維亞、巴拉圭、乌拉圭、巴西除西北部外的大部、蘇利南極東南角、法屬圭亞那東南半部、非洲除馬德拉群島和亚速尔群岛外的絕大部分、南欧東南部、中东、高加索地區除西北角外的絕大部分、中亚西南部、阿富汗西部、巴基斯坦西部、南极洲靠近大西洋的部分及大西洋中南部諸島嶼。

### 基本參數
- 類型：全環食
- 食甚中心處（位於圣赫勒拿岛東北約530公里的大西洋）資料：
  - 時間：1987年3月29日12:48:51.8
  - 地點：12°19.8′S 2°18.0′W / 12.3300°S 2.3000°W
  - 食分：1.0013（全環食帶內最大）
  - 日全食持續時間：7.6秒

## 相關的日食

### 相鄰的全環食
本次日食與1986年10月3日的上一次日食均為全環食，全環食本就是4種日食中最罕見的一種，相鄰兩次日食均為全環食則更為罕見。上一對相鄰的全環食發生於1908年12月23日和1909年6月17日，下一對則會發生於2049年11月25日和2050年5月20日。

### 1986-1989年的日食
月球交替位於相對的月球交點時，以半個交點年（食年），即約177天又4小時間隔出現下列日食。
| 升交點   | 升交點                  |          | 降交點                   | 降交點 |
| 沙羅週期 | 地圖                    | 沙羅週期 | 地圖                     |        |
| 119      | 1986年4月9日 偏食（南） | 124      | 1986年10月3日 全環食     |        |
| 129      | 1987年3月29日 全環食    | 134      | 1987年9月23日 環食       |        |
| 139      | 1988年3月18日 全食      | 144      | 1988年9月11日 環食       |        |
| 149      | 1989年3月7日 偏食（北） | 154      | 1989年8月31日 偏食（南） |        |

### 沙羅周期
沙羅週期長度為18年11天。本次日食屬於沙羅週期129，共包含80次日食，依次為1103年10月3日至1446年4月26日的20次日偏食、1464年5月6日至1969年3月18日的29次日環食、1987年3月29日至2023年4月20日的3次全環食（亦稱混合食）、2041年4月30日至2185年7月26日的9次日全食、2203年8月8日至2528年7月26日的19次日偏食，總共歷時1424.38年。其中最長的全食發生於2131年6月25日，共持續了3分43秒。
下表列舉了1901年至2100年間發生的屬於該周期的日食，是第46至56次：
| 46            | 47            | 48            |
| ------------- | ------------- | ------------- |
| 1915年2月14日 | 1933年2月24日 | 1951年3月7日  |
| 49            | 50            | 51            |
| 1969年3月18日 | 1987年3月29日 | 2005年4月8日  |
| 52            | 53            | 54            |
| 2023年4月20日 | 2041年4月30日 | 2059年5月11日 |
| 55            | 56            |               |
| 2077年5月22日 | 2095年6月2日  |               |

## 資料來源
1. ↑  樊忠玉. . 中国天文科普网.   [2016-02-24]. （原始内容存档于2014-09-17）.
2. 1 2  Fred Espenak. . NASA Eclipse Web Site.   [2016-02-24]. （原始内容存档于2020-10-28）.（英文）
3. ↑  Fred Espenak. . NASA Eclipse Web Site.   [2016-02-24]. （原始内容存档于2020-10-20）.（英文）
4. ↑  Xavier M. Jubier. .   [2016-02-24]. （原始内容存档于2016-03-03）.（法文）（英文）
5. ↑  Fred Espenak. . NASA Eclipse Web Site.   [2016-02-24]. （原始内容存档于2008-08-29）.（英文）
6. ↑  Fred Espenak. . NASA Eclipse Web Site.   [2016-02-24]. （原始内容存档于2016-03-07）.（英文）
7. ↑  Fred Espenak. . NASA Eclipse Web Site.（英文）

## 外部連結
- NASA日食專頁（页面存档备份，存于）（英文）
- 可見區域圖和時間統計：由弗雷德·埃斯佩纳克做出的日食預報，NASA/GSFC
  - Google互動地圖呈現的日食範圍
  - 貝塞爾元素
- Google地圖顯示的日全食、日環食和日偏食範圍（页面存档备份，存于）（法文）（英文）

| \| \| 日食 \|                             |                              |                                           |
| 上一次日食： 1986年10月3日日食 （全環食） | 1987年3月29日日食 （全環食） | 下一次日食： 1987年9月23日日食 （日環食） |
| 上一次全環食： 1986年10月3日日食          | 1987年3月29日日食 （全環食） | 下一次全環食： 2005年4月8日日食           |
|                                           | 日食                         |                                           |